# Fiat 124
Fiat 124 er en lille mellemklassebil, der blev fremstillet og solgt af den italienske bilproducent Fiat mellem 1966 og 1974. Modellen afløste Fiat 1300 og var basis for en række varianter, herunder en stationcar, en fire-sædet coupé (124 Sport Coupé) og en to-sædet cabriolet (124 Sport Spider). Som sedan blev modellen kåret til Årets Bil i Europa.
Modellen dannede endvidere grundlag for en lang række modeller, der blev fremstillet på licens udenfor Italien, herunder den sovjetisk byggede VAZ-2101 "Zhiguli" i flere varianter, markedsført som Lada udenfor USSR. Der blev i modellens levetid fremstillet knap 23 millioner af modellen i alle varianter, hvoraf Lada fremstillede 17,3 mio., hvilket gør modellen til en af de mest producerede bilplatforme nogensinde.
Fiat 124 blev i Italien fremstillet indtil 1974 hvor modellen blev afløst af Fiat 131.
Mellem 2016 og 2020 tilbød Fiat en roadster baseret på Mazda MX-5 fra 2016 under modelnavnet Fiat 124 Spider.

## Udvikling
Kort efter præsentationen af af nye modeller i 1961 af Fiat 1300- og Fiat 1500-serierne begyndte Fiat at arbejde på udviklingen af en efterfølger til den forældede 1100/1200-model. Fiat lagde vægt på, at den nye model skulle være rummelig, være let og billigere at producere end forgængeren. Fiat producerede på daværende tidspunkt alene baghjulstrukne modeller, men forhjulstræk blev anset som fremtiden for massemarkedet. Fiats datterselskab Autobianchi udviklede på daværende tidspunkt den forhjulstrukne Autobianchi Primula, og disse erfaringen blev inddraget i udviklingen af den nye Fiat-model.
For at overføre den viden, der blev opnået hos Autobianchi til moderselskabet Fiat, blev der oprettet et fælles projekt i Torino under navnet "123". Baseret på Primula begyndte udviklingen af en firedørs sedan med tværliggende motor og forhjulstræk. I løbet af projektet besluttede Fiat imidlertid i stedet at basere den nye model på kendt teknologi, herunder baghjulstræk. Allerede på dette tidspunkt havde Fiat en betydelig del af sit salg uden for Italien bl.a. gennem licens produktioner fra andre fabrikanter, der solgte køretøjerne under deres mærke. Det fremgik derfor af specifikationerne for designet af Fiat 124, at den skulle være så global som muligt, og at den skulle kunne klare sig selv under vanskelige forhold. Fiats løsning på denne opgave lå i en enkel og simpel model kombineret med en robust og gennemprøvet teknologi uden innovative eksperimenter.
Den endelige model blev drevet af en firecylindret rækkemotor med en slagvolumen på 1197 med et kompressionsforhold på 8,8:1, der tillod brug af brændstof med lavt oktantal. Det maksimale drejningsmoment var 94 Nm ved 3200 o / min. Effekten var 65 hk (44 kW). Drivkraften blev overført til bagakslen via en fire-trins gearkasse hentet fra Fiat 1300/1500 og modellen havde skivebremser på alle fire hjul.

## Modtagelse
Fiat 124 blev præsenteret for offentligheden i foråret 1966 ved et PR-stunt, hvor bilen blev smidt ud fra et fly med en faldskærm.
Motorpressen var generelt positive, og roste rummeligheden i den forholdsvis lille bil og gode udsyn for føreren. Bilen blev i 1967 kåret til Årets bil i Europa.
Kunderne modtog også Fiat 124 positivt. Allerede ved produktionsstart kunne der produceres 200 enheder om dagen; et tal, der steg til 600 i efteråret 1966. Selvom Fiat 124 solgte godt, blev effekten kritiseret for at være for lav. Vurderingen fra fagpressen i øst var anderledes, hvor motoren i Fiat 124 blev vurderet som en ekstremt kraftig motor (50 hk/l) og rost for sin gunstige momentkurve (maksimalt drejningsmoment allerede ved 2600 omdr./min.).

## Senere varianter
Fiat fortsatte med at udvikle modellen og på biludstillingen i Torino i november 1966 præsenterede Fiat to nye varianter baseret på sedanudgaven: en stationcar kaldet Familiare og en åben sportsvogn Fiat 124 Sport Spider. Nogle måneder senere i marts 1967 blev en ny variant, 124 Sport Coupé præsenteret på biludstillingen i Geneve. De to sportsmodeller var udstyret med en helt ny 90 hk 1,4 liter motor.
I november 1968 blev 124 Special introduceret. Motorens slagvolumen blev øget til 1438 cc, og kompressionsforholdet blev øget til 9,1:1, hvilket gjorde det muligt at opnå et maksimalt drejningsmoment på 110 Nm ved 3300 o/min og en ydelse på 70 DIN hk (51 kW). Denne effektforøgelse var primært til fordel for accelerationen, da tophastigheden blot blev forøget med 5 km/t. 124 Special havde en modificeret kølergrill med dobbelte forlygter, større kofanger og modificerede baglygter med integrerede reflekser.
I november 1970 fik modellerne det første større facelift. Basismodellen af Fiat 124 fik en ny kølergrill og fik samme kofanger som 124 Special og ændret bagenden med større baglygter med baklygter. For at forbedre luftcirkulationen i kabinen blev der tilføjet luftventiler til C-stolpen. Et bremsesystem med dobbelt kredsløb og bremseassist øgede sikkerheden. 124 Special fik også et facelift, der bl.a. bestod af et interiør med elementer med imiteret træ. Samtidig blev 124 Special T tilføjet til sortimentet. Den var udstyret med den større motor fra sportsmodellerne, men med reduceret effekt.
Det sidste større facelift af modellerne var i august 1972, da alle varianter fik en redesignet kølergrill, der ligesom navkapslerne nu bar det redesignede Fiat-varemærke. Basismodellerne og 124 Special fik mere kraftfulde motorer. Special T fik en ny motor med slagvolumen på 1592 cc, 95 DIN hk, et maksimalt drejningsmoment på 125 Nm ved 4000 o/min og et kompressionsforhold på 8,9:1.
Produktionen af 124 i Italien ophørte i januar 1975, men modellen fortsatte med at blive produceret under licens uden for Italien i årtier. Fiat 124 blev efterfulgt af Fiat 131 Mirafiori.

### Spider
Fiat 124 Sport Spider blev produceret af Fiat fra 1966 til 1982 og fra 1982 til 1985 af Pininfarina på vegne af Fiat. Karrosseriet til 124 Sport Spider er designet af Pininfarinas designer Tom Tjaarda og er baseret på Chevrolet Corvette Rondine showbil præsenteret i 1963.
Til 124 Sport Spider blev motoren udboret til 1438 cm³, der producerede 90 hk (66 kW) ved 6500 omdr./min. Motoren fik endvidere topstykket lavet af letmetallegering med to tandremsdrevne, overliggende knastaksler.
Fiat 124 Sport Spider gennemgik yderligere ændringer i foråret 1969 og sommeren 1972. Ændringerne var mindre mærkbare end i coupéen. Den vigtigste ændring var den nye, mere kraftfulde og mere pålidelige generation af motorer. Fra september 1972 til 1974 blev der også bygget modeller med en 1756 cc motor på 128 hk (94 kW), der blev solgt under Fiats Abarth-mærke. Fiat 124 Sport Spider Abarth blev bl.a. benyttet til rallyløb og blev leveret med en fast hardtop i stedet for stoftoppen og med gummikofangere i stedet for kofangere. For at reducere vægten var motorhjelmen og bagagerumslåget lavet af sort plast, og baghjulene blev ophængt individuelt i stedet for den stive aksel.
I 1979 var motorydelsen steget til op til 110 hk (81 kW) med introduktionen af nye motorer med en slagvolumen på 1,6 liter. Fra 1972 blev Spider også tilbudt med en 1,8-liters motor, der producerede 114 hk (84 kW) med en fire-trins gearkasse og 118 hk (87 kW) med en fem-trins gearkasse.
De køretøjer, der blev produceret fra begyndelsen af 1978, blev markedsført med 2,0-liters enheden og med op til 100 hk (74 kW) som Fiat 2000 Spider.
Fiat indstillede produktionen af Spider i efteråret 1982; Pininfarina producerede den indtil sommeren 1985 som 124 DS under modelnavnet Pininfarina Spidereuropa. Den blev solgt og leveret gennem Fiat AG's forhandlernetværk. Denne model havde en 2,0-liters indsprøjtningsmotor med 105 hk (77 kW), som blev udstyret med en katalysator kort før produktionens afslutning i juli 1985.
I 1983 byggede Pininfarina 500 Spidereuropa Volumex biler. De blev tunet af Abarth, havde en Roots-kompressor og blev solgt som en begrænset specialudgave. Med sine 135 hk (99 kW) fra en to-liters slagvolumen var Volumex mere kraftfuld end sin "evige rival", Alfa Romeo Spider. Volumex nåede en tophastighed på 190 km / t, 15 km / t mere end de andre Fiat 124 Spiders.
Produktionen af Fiat 124 Spider ophørte i juli 1985 efter 19 år og næsten 200.000 køretøjer bygget.
- Fiat 2000 Spider (1978–1982)
- Fiat 2000 Spider set bagfra
- Fiat 124 Abarth Rally på Solitude-Rennstrecke i 2019
- Pininfarina Spidereuropa (1982–1985)

### Coupé
Fra marts 1967 til begyndelsen af 1976 fremstillede Fiat en coupé baseret på 124, Fiat 124 Coupé. Den havde oprindeligt en slagvolumen på 1438 cc og en ydelse på 90 hk (66 kW). Et tag trukket langt tilbage skabte normal højde på bagsæderne, hvorfor Fiat modellen en "fire-personers tourer".
I foråret 1969 fik modellen et facelift med en modificeret forende med dobbelte forlygter, som forinden var benyttet i Fiat Dino Coupé. Baglygterne blev også ændret, ligesom den faceliftede model fik en større motor med 1608 cc og 110 hk (81 kW).
I sommeren 1972 fulgte en yderligere revision af for- og bagpartierne og nye motorer, taget fra den nye Fiat 132 med 1592 cc/110 hk og 1756 cc/118 hk.
- Fiat 124 Coupé (1967–1969)
- Fiat 124 Coupé (1969–1972)
- Fiat 124 Coupé (1972–1976)
- Set bagfra

### 124 Special
I oktober 1968 introducerede Fiat 124 Special. Som Fiats øvrige "Special"-modeller, var der en dyrere, bedre udstyret model med højere ydeevne end standard udgaven af Fiat 124. Modellen blev udstillet på biludstillingen i Torino i november 1968 sammen med den større 125 Special.
124 S havde en 1.438 cc motor med den samme boring og slaglængde som Sport Coupé- og Sport Spider-motorerne, men have ikke som sportsmodellerne to overliggende knastaksler, men benyttede i stedet den mere konventionelle overliggende ventilopsætning fra 124 sedan-modellen. Motoren ydede 70 hk ved 5.400 omdrejninger og en tophastighed på over 150 km/t. Udover ny motor og bagaksel var bemærkelsesværdige mekaniske ændringer fra den almindelige 124 en opgraderet kobling, standard 155R13 Pirelli Cinturato radialdæk, og tilføjelsen af bremseforstærker til skivebremsesystemet.
Visuelt adskiller 124 Special fra standardversionen med den nye rektangulære kølergrill med fire runde forlygter. Andre forskelle er kofangerne, andre dørhåndtag og ændrede daglygter. Indvendigt blev foretaget ændringer med nyt instrumentbræt, rat og bedre sæder.
- Første generation af 124 Special
- Fiat 124 S
- Fiat 124 S

### 1970 facelift og 124 Special T
Ved biludstillingen i november 1970 i Torino introducerede Fiat faceliftede udgaver af 124-modelprogrammet samt en ny udgave kaldet 124 Special T.
Alle modellerne havde ventilation i C-stolpen og dobbelt bremsekreds, ligesom nogle af Special-udgavens særkender nu blev standard i de øvrige 124-varianter, herunder bremseforstærker, bak-lys og elektrisk generator. Berlina og Familiare fik ny kølergrill med krom og større kofangere. Berlinas baglygter fik større, næsten firkantede, baglygter.
"T" i 124 Special T stod for twin cam, som følge af bilens 1,438 cc motor med dobbelt overliggende knastaksel taget fra Sport Coupé og Spider, men mindre hårdt tunet. Motoren leverede 79 hk ved 5.800 omdrejninger og gav bilen en tophastighed på 160 km/t. Set udefra var Special T identisk med Special, bortset fra mærket på bagenden.

## Motorer
Fiat 124 blev gennem modellens produktionstid leveret med en række forskellige 4-cylindrede rækkemotorer til de forskellige varianter.
Grundmodellen blev leveret med en 1,2 liter (1.197 cc) motor. 124 Special med en 1,438 cc motor og 124 Special T med 1,438 cc eller 1,592 cc twin cam motorer.
- 1200 (1,197 cc) – 59 hk(1966–1974)
- 1400 (1,438 cc) – 69 hk (1968–1974)
- 1400 Special T (1,438 cc) Twin cam – 79 hk (1968–1972)
- 1600 Special T (1,592 cc) Twin cam – 94 hk (1973–1974)
- Abarth Rally (1,756 cc) Twin cam – 126 hk (1972–1973)
- 2000 (1,920 cc) Twin cam – 113 hk (1979)

## Licensproduktion af 124
Op igennem 1960'erne og 1970'erne forsøgte Fiat at indgå forskellige samarbejdsaftaler med mindre producenter (for det meste i udviklingslande) om licensproduktion af 124-modellen. Den bedst kendte (og mest producerede) af alle 124-derivaterne er den sovjetisk-byggede Lada, som til dato har solgt over 15 millioner enheder.

### Sovjetunionen/Rusland
Fiat indgik i 1966 en samarbejdsaftale med den sovjetiske regering om at etablere bilproduktion i Samara-regionen i Rusland. Fiat fik kontrakt om at deltage i etableringen af den store VAZ-fabrik i den nyoprettede by Toljatti, opkaldt efter den italienske kommunistleder Palmiro Togliatti. Fabrikken producerede en modificeret udgave af 124, kendt som VAZ-2101 "Zhiguli" (solgt som Lada 1200/1300 på eksportmarkederne), indtil 1982, og som 1200 indtil 1987. Modifikationerne i forhold til 124'eren var bl.a. en helt anden motor, hydraulisk kobling, tromlebremser bagtil, modificeret affjedringer osv., ligesom modellerne blevet tilpasset dårlige veje og hårdere klimaforhold.
De sovjetiske modeller omfattede også en stationcarudgave (VAZ-2102) og større motorer. Modellerne baseret på 124 blev produceret indtil september 2012, som VAZ-2104, 2105 og 2107 og markedsført som Lada Riva i Storbritannien.
Under sovjettiden betalte Sovjetunionen for licensproduktionen med betalte for omkostningerne i forbindelse med forretningen med italienerne med karrosseripaneler, hvilket imidlertid viste sig at være problematisk, fordi genbrugsstålet var meget modtageligt for rust. Ifølge spekulationer gav dette anledning til det årtier lange ry for, at Fiat og Alfa Romeo rustede usædvanlig hurtigt. Årsagerne til rust i de italienske bilet skyldtes formentlig i lige så høj grad, at de italienske producenter generelt ikke lagde særlig vægt på korrosionsbeskyttelse på daværende tidspunkt. Antirustforanstaltninger, såsom hulrumsforsegling eller undervognsbeskyttelse, blev ikke benyttet af Fiat-gruppen på det tidspunkt.
Der blev produceret 17.332.954 biler under licens i USSR/Rusland, hvilket gør modellen til en af de mest producerede i bilhistorien.

### Spanien
Den spanske producent SEAT fremstillede en licensudgave af 124 som SEAT 124 i årene fra 1968 til 1975. SEA fremstillede også en model, SEAT 1430 i årene 1969-75, baseret på Fiat 124 Special med elementer hentet fra Fiat 125.
Da Fia i 1975 stoppede produktionen af Fiat 124, fik SEAT 124 et mindre facelift, hvor bl.a. de runde lygter blev erstattet af firkantede. Den faceliftede model blev solgt som SEAT 124D, der forblev i produktion indtil 1980 i forskellige udgaver.
SEAT 124 var meget populær i Spanien, hvor den blev solgt i flere varianter, herunder også som Seat 124 Sport Coupé baseret på Fiats 124 Sports Coupé.

### Andre lande
Fiat 124 blev også produceret i Malaysia, Bulgarien, Indien, , Sydkorea, Tyrkiet og Egypten.
Licensproduktionen i Bulgarien stod på i årene 1967-71.
Licensproduktion i Malaysia blev påbegyndt i 1967. De første modeller var baseret på grundmodellen Fiat 124 med 1,2 liter motor, men i 1969 blev programmet udvidet med den mere sportslige 124 Special med 1,4 liters motor og i 1971 med Special T.
I Sydkorea blev bygget en licensvariant af Asia Motors under navnet Fiat-KIA 124 fra 1970 til 1975. Det var den første personbil bygget af Asia Motors; der blev bygget i alt 6.775 enheder af modellen.
Fiat 124 blev bygget under licens i Tyrkiet fra 1971 til 1977 under navnet Murat 124 og fra 1984 til 1994 som Serçe (tyrkisk for 'spurv'). Der blev i Tyrkiet produceret i alt 134.867 køretøjer af denne type med en 1,2-liters motor.
Den indiske model blev introduceret i 1985 af Premier, der har fremstillet flere Fiat-modeller på licens. Den indiske model blev solgt som Premier 118 NE var baseret på 1966-udgaven af af Fiat 124, men havde en motor og gearkasse fra Nissan. En senere udgave med dieselmotor blev solgt som Premier 137D. Produktionen ophørte i 2001.
I Egypten blev der i årene fra 2002 til 2007 fremstillet mindst 9.000 biler baseret på russiske VAZ-2107 (Lada), og produktionen var i 2012 fortsat i gang.
- Tofaş Serçe, den tyrkiske udgave af Fiat 124
- Premier 118NE fremstillet på licens i Indien